# Spolkový dům Hlahol
Spolkový dům Hlahol je secesní budova v Praze na Novém Městě. Byla vybudována v letech 1903–1905 v domovním bloku mezi Masarykovým nábřežím a Vojtěšskou ulicí pro zpěvácký spolek Hlahol. Na nábřeží je dům dobře rozpoznatelný díky výrazným, barevným dekorativním prvkům na fasádě. Na výzdobě se kromě architekta Josefa Fanty podíleli také malíř Karel Ludvík Klusáček, sochař Josef Pekárek, malíř Alfons Mucha a architekt Karel Mottl. Od roku 1964 je budova kulturní památkou.

## Historie
Pražský zpěvácký spolek Hlahol byl založen v lednu 1861, kdy jako 120členný mužský sbor poprvé vystoupil na pohřbu Václava Hanky. Od svého vzniku vystřídal Hlahol několik sídel, až v roce 1902 se díky darům členů a příznivců mohl rozhodnout pro výstavbu vlastního domu. V roce 1903 byla zakoupena parcela mezi nábřežím a Vojtěšskou ulicí a hned v roce 1904 byla stavba pod vedením stavitele Čeňka Gregora zahájena, zpočátku podle návrhů Františka Schlaffera, který byl členem výboru spolku. Projekt později dopracoval architekt Josef Fanta. Budova byla otevřena v září 1905, kdy proběhla první zkouška sboru.
V roce 1944 a 1945 byly některé prostory Hlaholu zabaveny a využívány protektorátními institucemi, mimo jiné také jako sklad mouky. Po válce budova Hlaholu chátrala. Až v roce 1998 byly zrekonstruovány střechy obou budov, v roce 2012 prošla rekonstrukcí také fasáda a byly zrenovovány mozaiky, bronzové plakety mezi vchody i omítka.

## Popis
Parcela uprostřed domovního bloku je zastavěna dvěma řadovými domy, jedním na Masarykově nábřeží a druhým ve Vojtěšské ulici. Mezi nimi je koncertní síň.
Průčelí do nábřeží je čistě secesní, čtyřpatrové, s šesti okenními osami. Obě krajní osy jsou zvýrazněny plochými rizality zakončenými vrcholovými štíty, v 1. a 2. patře jsou v krajních osách balkony s ozdobným zábradlím, v 1. patře s alegorickými postavami. V přízemí na obou stranách jsou plasticky vyřezávané vstupní dveře, nad pravými dveřmi je mozaika ptáka Fénixe s rozepjatými křídly a datem dokončení stavby 1905. Na celém průčelí jsou výrazné okenní šambrány. Nad středem průčelí je obloukový štít s obrazem alegorie hudby, který namaloval na keramice K. L. Klusáček (skupina vlevo naslouchá ženě vpravo, hrající na lyru). Nábřežní fasáda je zdobena štukovými alegorickými postavami od Josefa Pekárka, ornamenty a nápisy jsou od Karla Mottla. Mezi oběma vchody jsou pod okny mezaninu tři pamětní desky věnované sbormistrům Hlaholu: Bedřichu Smetanovi, Karlu Bendlovi a Karlu Knittlovi. Nad okny mezaninu je mezi plastikami zlatý nápis HLAHOL.
Průčelí druhého domu ve Vojtěšské ulici je rovněž čtyřpatrové a šestiosé, ale jeho fasáda má jak secesní, tak i neorenesanční prvky. Je výrazně členěná a dekorativně zdobená. Plochý rizalit zvýrazňuje střední čtyři osy, nad nimi je stupňovitý neorenesanční štít zdobený sgrafitem s nápisy a figurálními hudebními náměty od K. L. Klusáčka (větve s listy a ptáky). Na vrcholu štítu je polopostava, držící v ruce lyru (varyto, symbol spolku Hlahol). V obou krajních osách jsou v 1. patře trojúhelníkové arkýře a nad nimi ve 2. patře balkony s ozdobným zábradlím. Nad okny 1. patra je opět nápis se jménem spolku HLAHOL. Ve vestibulu této části je schodiště, v jehož oknech jsou dochované původní vitráže.
Prostor ve dvoře mezi oběma domy je ve výši polosutérenu a přízemí vyplněn koncertním sálem, zakrytým prosklenou sedlovou střechou.
V interiéru navazuje na koncertní síň galerie s obrazy K. L. Klusáčka. Na boční stěnu síně byla v roce 1934 umístěna velká alegorická luneta Píseň, namalovaná Alfonsem Muchou v roce 1921. V síni jsou i malé varhany. Stěny mají dřevěné obložení, nad ním jsou busty některých sbormistrů a činovníků Hlaholu. V interiéru budovy se dochovalo také mnoho původního secesního zařízení a stavebních detailů jako jsou dveře, zábradlí nebo lustry.

## Využití
Budova byla projektována jako spolkový nájemní dům. Kromě velké koncertní síně je vedle ní i Malý sál určený ke zkouškám a v prvním patře je muzeum, kde jsou vystaveny upomínky na historii a činnost spolku (například originál spolkového praporu od Josefa Mánesa nebo kladívko a lopatka, použité při pokládání základního kamene budovy).
Zajímavou součástí historie domu je, že v jeho nájemní části kdysi bydlely i dvě známé prvorepublikové herečky: Adina Mandlová a Hana Vítová.

## Galerie

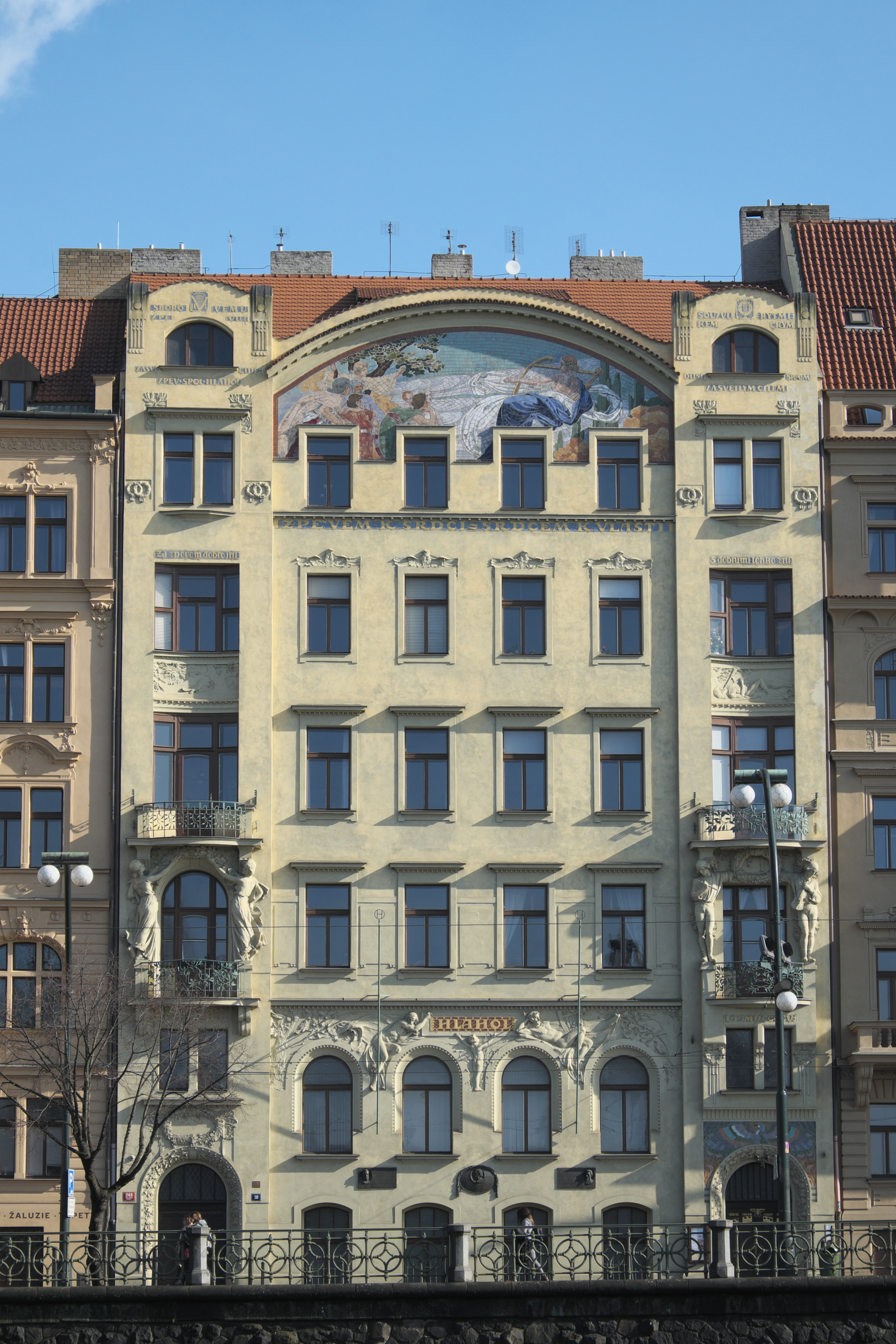
Celkový pohled přes nábřeží
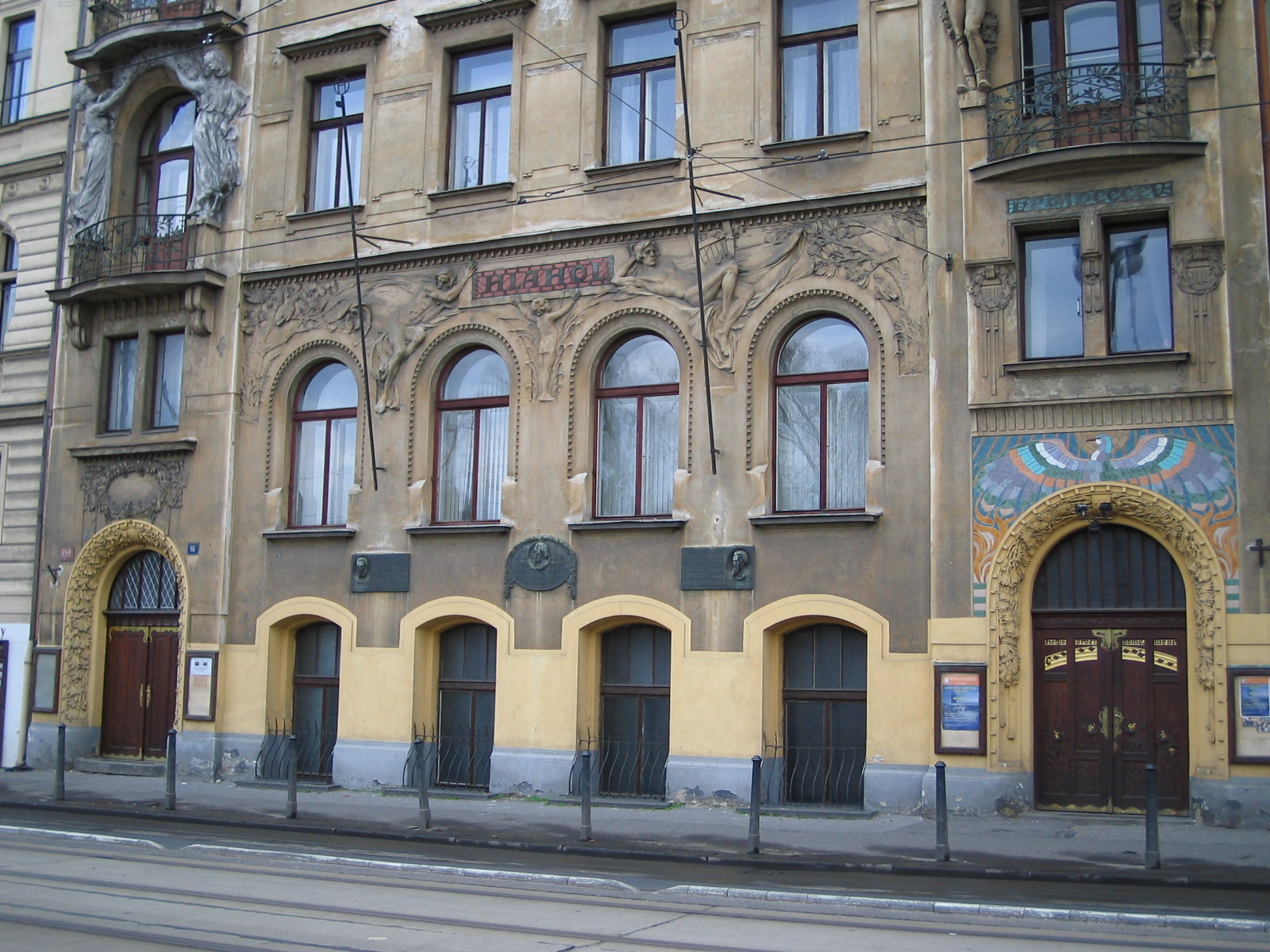
Spodní část
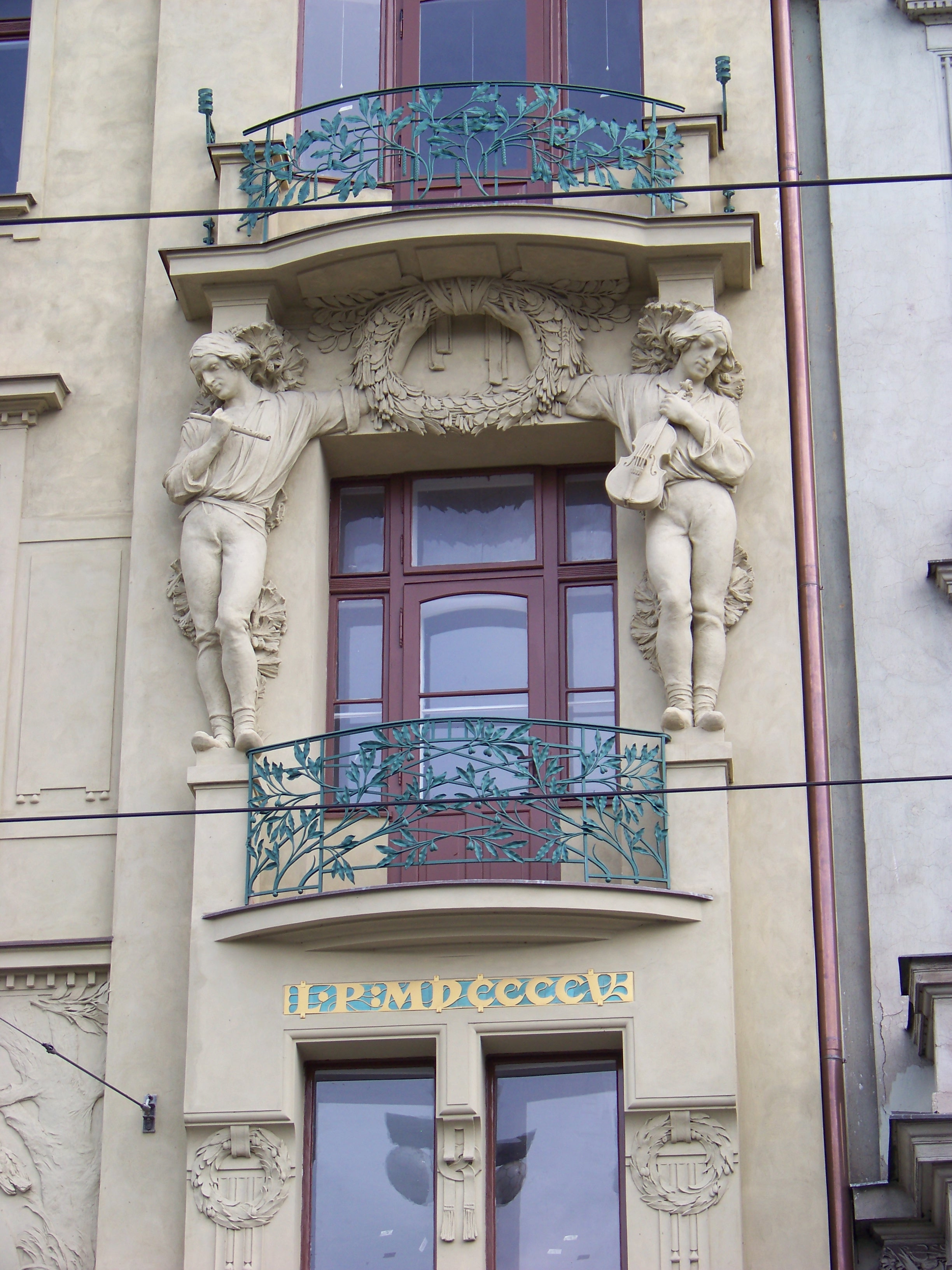
Balkon
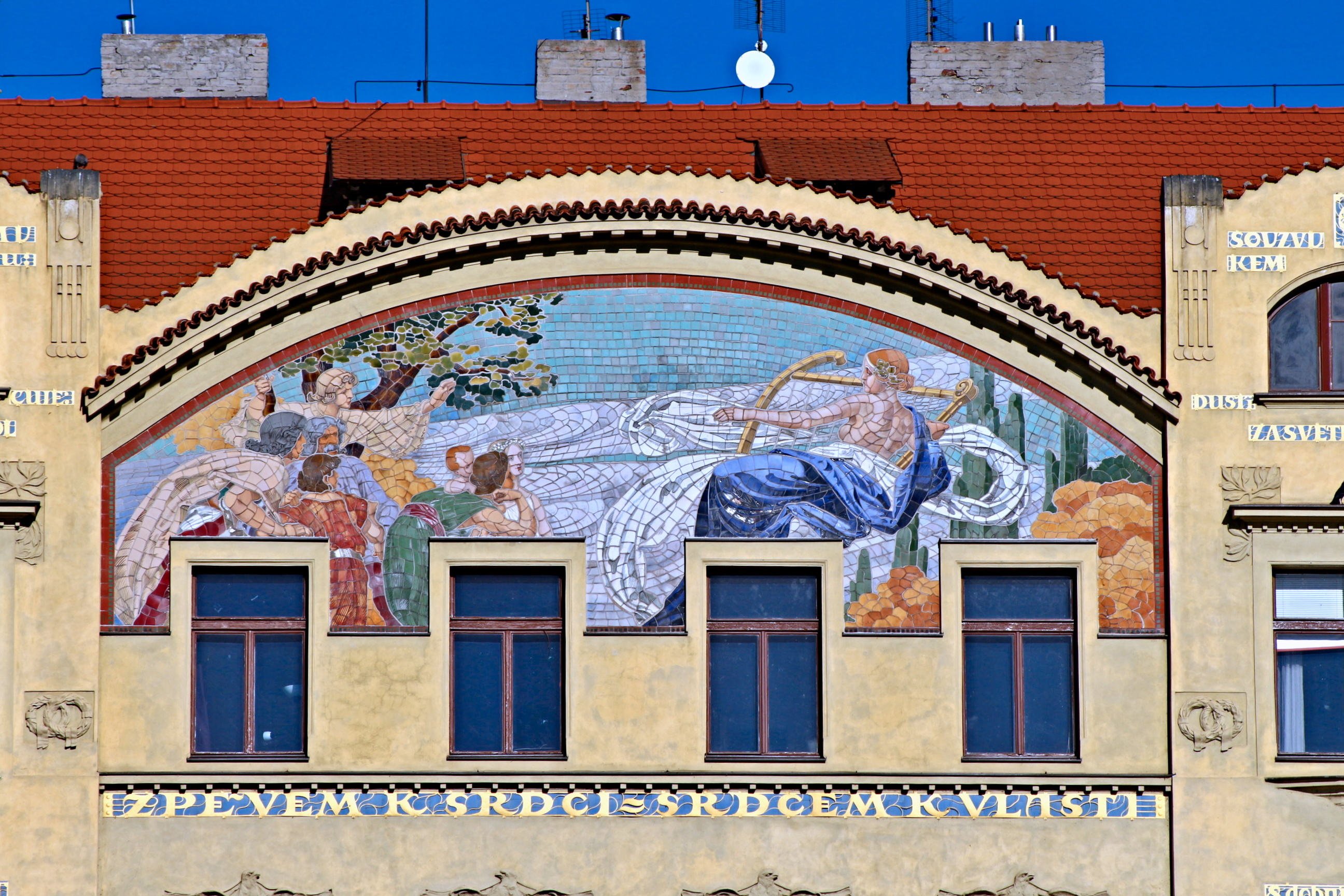
Štít, alegorie hudby
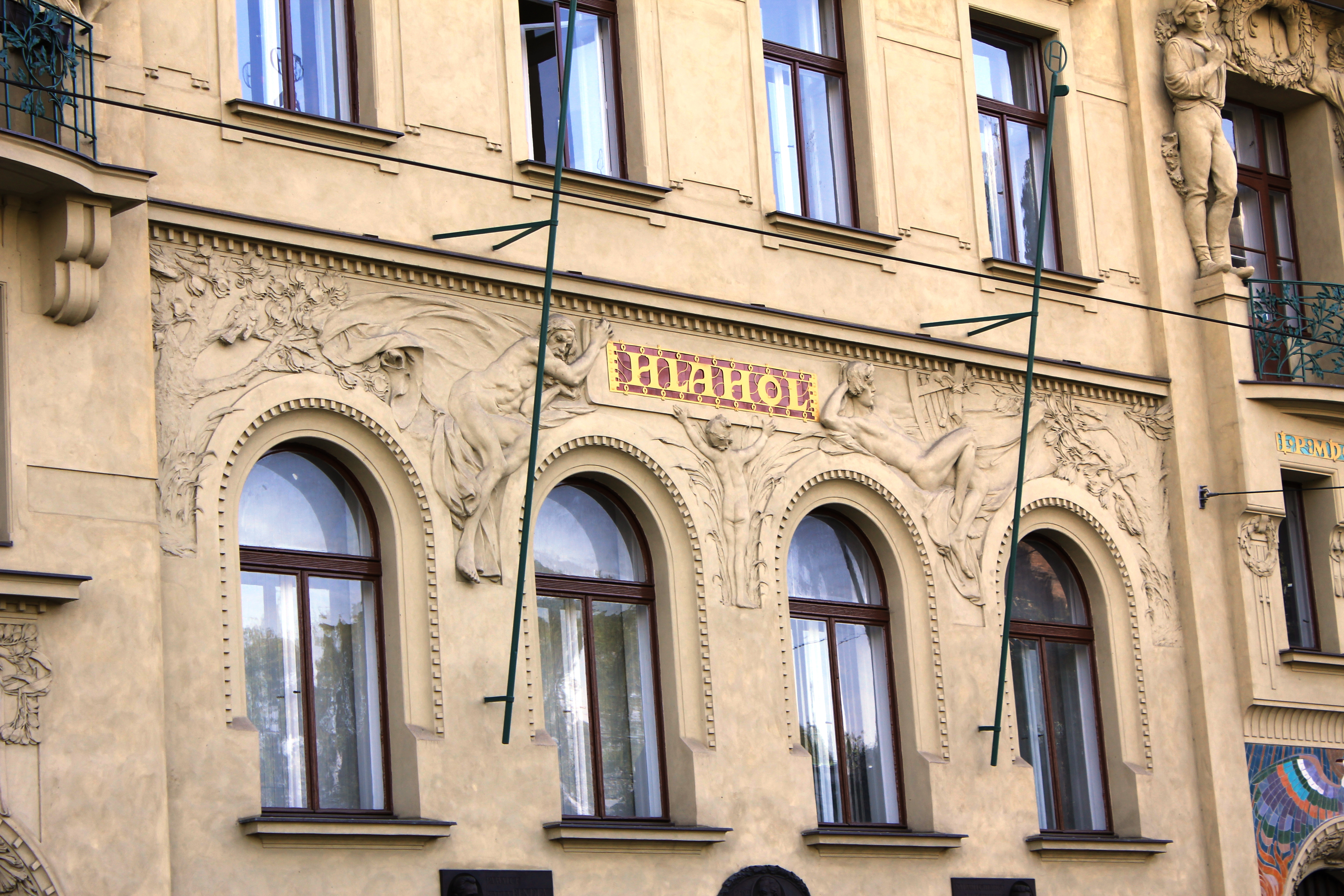
Plastická výzdoba 1. patra
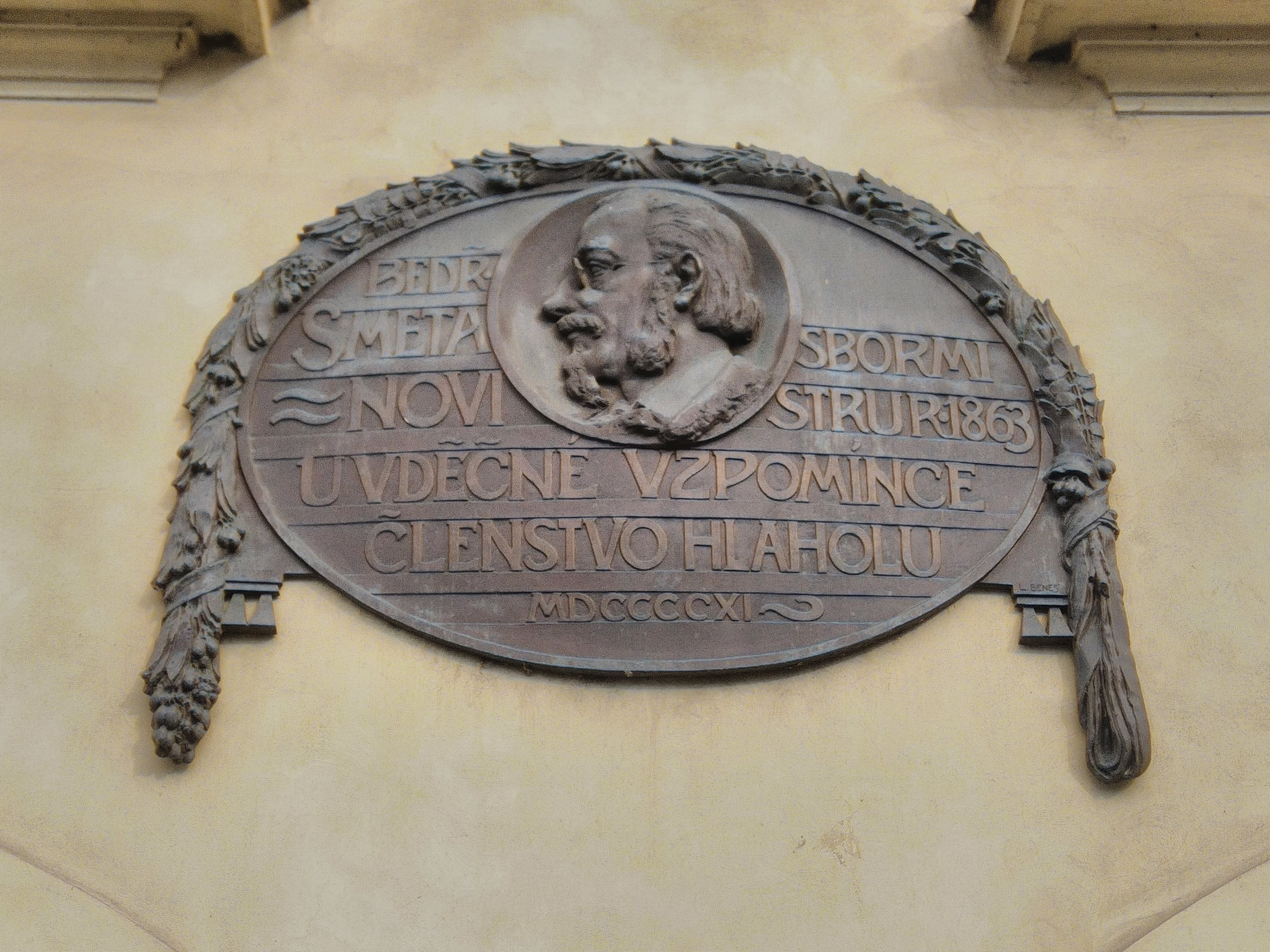
Pamětní deska Bedřicha Smetany